# Leptogorgia tenuis
Leptogorgia tenuis is een zachte koraalsoort uit de familie Gorgoniidae. De koraalsoort komt uit het geslacht Leptogorgia. Leptogorgia tenuis werd in 1863 voor het eerst wetenschappelijk beschreven door Verrill. 